# Norwegische Butterkrise

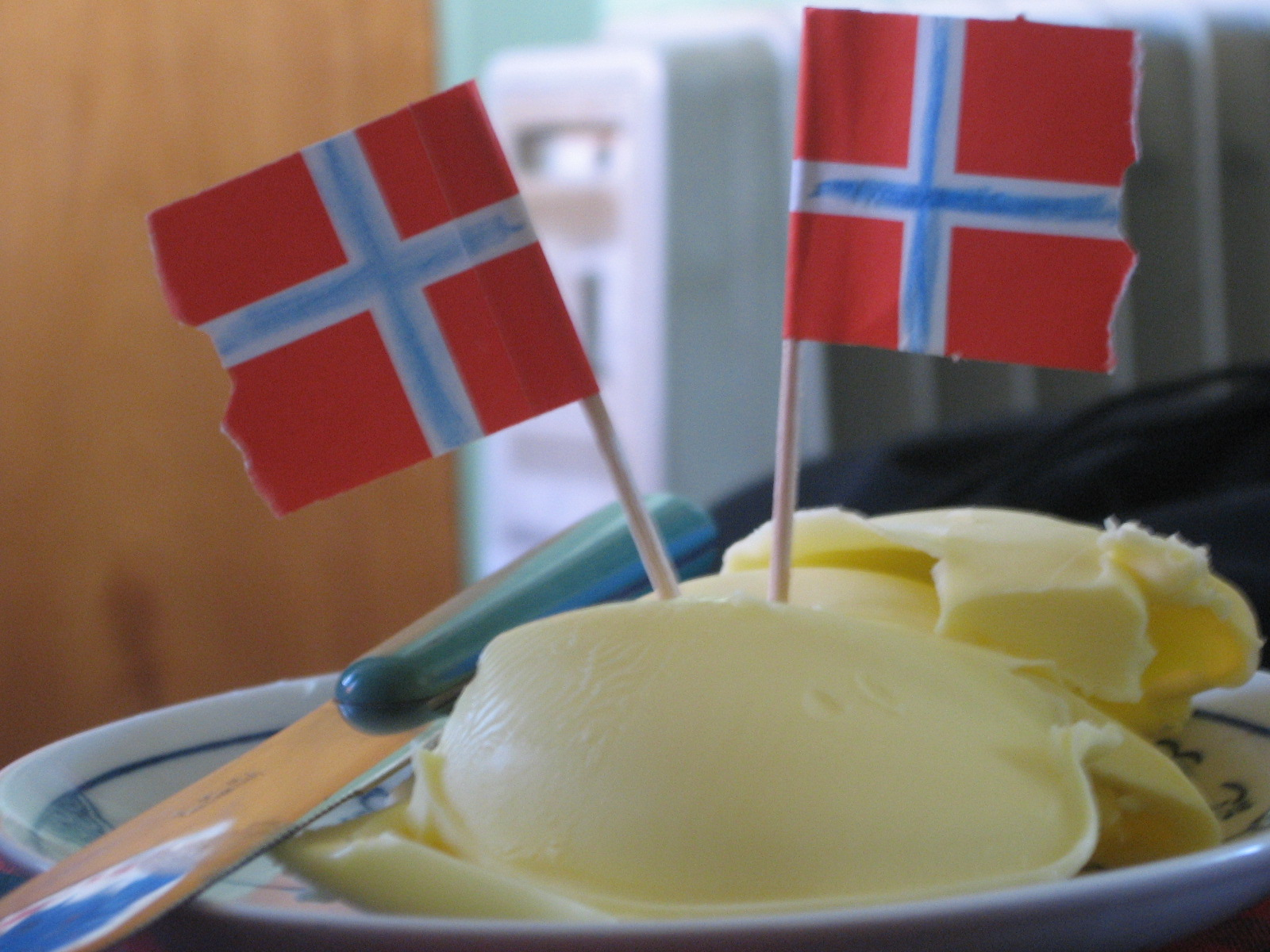
Ein Teller mit norwegischer Butter, serviert am norwegischen Verfassungstag

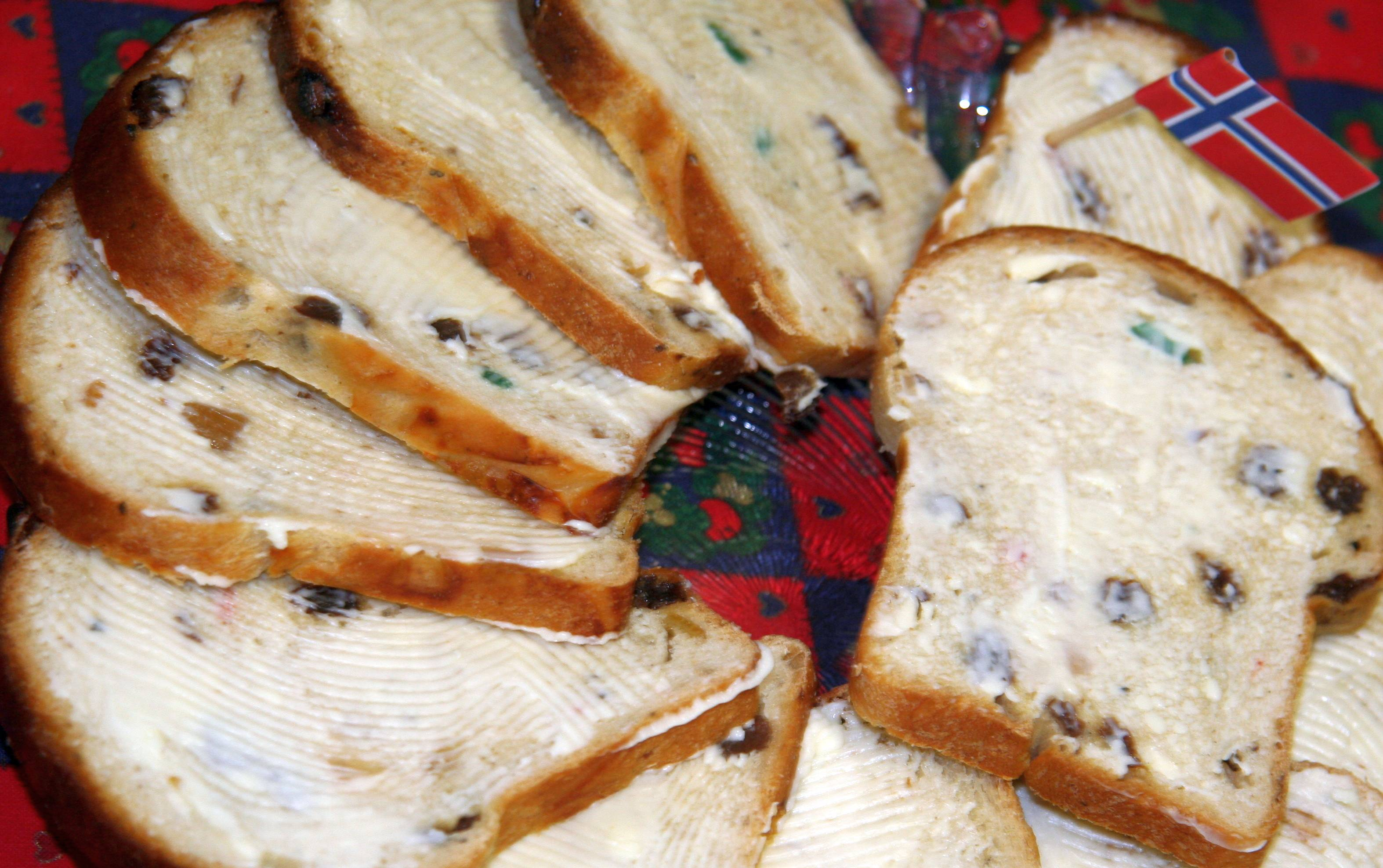
Traditionelles norwegisches Weihnachtsgebäck namens julebrød oder julekake (Rosinenbrot als Weihnachtsbrot/-kuchen) in Scheiben geschnitten und mit Butter bestrichen

Die Norwegische Butterkrise begann Ende 2011 mit einer akuten Verknappung von Butter und einer Steigerung der Butterpreise auf den Märkten Norwegens. Wegen des akuten Mangels stiegen die Preise, und Buttervorräte in Supermärkten waren schon kurz nach neuen Lieferungen ausverkauft. Die dänische Boulevardzeitung B.T. bezeichnete die Situation in Norwegen aufgrund des Buttermangels als smør-panik (Butterpanik).

## Verknappung
Starke Regenfälle während des Sommers beeinflussten das Grasen der Kühe und reduzierten die Milchproduktion während des Sommers um ungefähr 20 Millionen Liter, was sich in erhöhten Butterpreisen niederschlug. Währenddessen stieg die Nachfrage rasch an: 20 % mehr Verkäufe im Oktober 2011 und weitere 30 % im November. Ein akuter Mangel resultierte in rapide zunehmenden Preisen. Mitte Dezember 2011 kostete eine einzige 250-g-Packung der importierten Lurpak-Butter 300 Norwegische Kronen (umgerechnet 39 €, Stand 5. Januar 2012).
Die Knappheit hielt aufgrund hoher Importzölle auf Butter an, die die heimische Milchindustrie gegen ausländische Konkurrenten schützen sollten. In der Tat stammten 90 % der in Norwegen verkauften Butter aus heimischer Produktion. Die Milchindustrie erwartete ein Defizit von 500 bis 1000 Tonnen, wohingegen die Nachfrage nach Butter seit 2010 um 30 % stieg. Der Lebensmittelkonzern Tine wurde von den Milchbauern beschuldigt, sie nicht über die höheren Nachfragequoten informiert zu haben und trotz der sich anbahnenden nationalen Verknappung Butter in andere Länder zu exportieren. Tine produzierte im Jahr 2011 90 % der norwegischen Butter und war zugleich die größte Milchgenossenschaft und der Marktregulator des Landes.

## Reaktion
Als Reaktion auf die wachsende Kritik bat Tine die Regierung, die Einfuhrzölle zu senken, um dem Mangel mit billigeren Importen aus Nachbarstaaten zu begegnen. Die Regierung senkte daraufhin die Einfuhrzölle für Butter bis Ende März 2012 um 80 %, also von 25 Norwegische Kronen (umgerechnet etwa 3,22 €, Stand: 5. Januar 2012) auf 4 Norwegische Kronen (umgerechnet etwa 0,51 €, Stand: 5. Januar 2012) pro Kilogramm. Nach Angaben eines Tine-Sprechers sei jedoch trotz der Änderung unwahrscheinlich, dass große Buttervorräte vor Ende Januar 2012 verfügbar würden. Es gab Rufe danach, als Konsequenz aus der Butterkrise das norwegische Staatsmonopol zu reformieren. Die Struktur der Milchindustrie wurde nach dem Zweiten Weltkrieg geschaffen, um Preise hoch zu halten, wodurch kleine Höfe geschützt werden sollten. Laut den Kritikern ist dies jedoch de facto ein Monopol, welches es nicht schaffte, die Kundenbedürfnisse zu erfüllen.
Die Krise erzeugte eine Vielzahl von Reaktionen durch Personen und Organisationen in Norwegen und benachbarten Ländern. Eine norwegische Zeitung versuchte, neue Abonnenten zu gewinnen, indem sie ein halbes Kilo Butter als Prämie anboten. Studenten auktionierten im Internet Butter, um ihre Abschlusspartys zu finanzieren. Einige Personen wurden ertappt, als sie Butter über die Grenze schmuggeln wollten, während Schweden Online-Werbung schalteten, in der sie anboten, Norwegern Butter zu einem Preis von bis zu 460 Norwegische Kronen (etwa 59 €, Stand 5. Januar 2012) pro Paket zu liefern. Der dänische Molkerei-Geschäftsmann Karl Christian Lund versuchte, die Nachfrage nach seiner eigenen Butter zu steigern, indem er tausende von Paketen in Kristiansand und Oslo aushändigte. Schwedische Supermärkte boten kostenlose Butter für norwegische Kunden, um diese zum Einkaufen über die Grenze zu locken. Auf der schwedischen Seite der südöstlichen Grenzen des Svinesund berichteten Supermärkte einen zwanzigmal höheren Verkauf von Butter als normal, wobei neun von zehn Käufern Norweger waren. Eine dänische Fernsehsendung strahlte einen „Not-Aufruf“ aus, der Zuschauer aufforderte, Butter zu schicken. Dabei wurden 4000 Packungen gesammelt, die an Norweger verteilt wurden. Dänische Flughäfen und Fähren, die die Meerenge zwischen den beiden Ländern überqueren, hielten Buttervorräte in ihren Duty-free-Läden bereit.

## Nachwirkungen
Aufgrund der Butterkrise verloren norwegische Einzelhändler eine geschätzte Summe von 43 Millionen Norwegischen Kronen (etwa 5,5 Millionen €, Stand 5. Januar 2012). Die norwegische Fortschrittspartei verlangte, dass Tine die Einzelhändler für ihre Verluste entschädigt.